# Cap de Catalunya
El Cap de Catalunya és un cap de l'illa de Mallorca. Es troba al municipi de Pollença, a la península de Formentor. El topònim fa referència a la direcció del cap: mira cap a Catalunya.